# Borgo d'Ale
Borgo d'Ale je italská obec v provincii Vercelli v oblasti Piemont.
K 31. prosinci 2011 zde žilo 2 633 obyvatel.

## Sousední obce
Alice Castello, Azeglio, Bianzè, Borgomasino, Cossano Canavese, Maglione, Moncrivello, Settimo Rottaro, Tronzano Vercellese, Viverone